# Xã Blue Hill, Quận Mitchell, Kansas
Xã Blue Hill (tiếng Anh: Blue Hill Township) là một xã thuộc quận Mitchell, tiểu bang Kansas, Hoa Kỳ. Năm 2010, dân số của xã này là 27 người.